# Zion (Pensilvania)
Zion es un lugar designado por el censo ubicado en el condado de Centre, en el estado estadounidense de Pensilvania. En el año 2000, tenía una población de 2054 habitantes, y una densidad poblacional de 60.6 personas por kilómetro cuadrado.

## Geografía
Zion se encuentra ubicado en las coordenadas 40°55′57″N 77°40′50″O / 40.93250, -77.68056.

## Demografía
Según la Oficina del Censo, en 2000, los ingresos medios por hogar en la localidad eran de $54 527, y los ingresos medios por familia de $59 028. Los hombres tenían unos ingresos medios de $39 714, frente a los $26 906 de las mujeres. La renta per cápita para la localidad era de $20 976. Alrededor del 2.8 % de la población estaba por debajo del umbral de pobreza.